# Armentières-sur-Ourcq
Armentières-sur-Ourcq es una comuna francesa, situada en el departamento de Aisne, de la región de Alta Francia.

## Demografía
| 108 | 76 | 76 | 74 | 85 | 105 | 100 | 106 |
| Para los censos de 1962 a 1999 la población legal corresponde a la población sin duplicidades (Fuente: INSEE [Consultar]) |    |    |    |    |     |     |     |